# Símbol de la pau

Símbol de la pau

El símbol de la pau és un cercle amb quatre línies dissenyat el 1958 per Gerald Holtom per a un esdeveniment de protesta de la campanya per al desarmament nuclear. Després fou adoptat a la dècada del 1960 pel moviment anti-guerra, la contracultura i la cultura popular del moment i des d'aleshores el símbol fou internacionalment conegut.
El cercle amb quatre línies, que és internacionalment reconegut com a símbol de la pau, fou dissenyat inicialment el 21 de febrer de 1958 per Gerald Holtom per a un esdeveniment de protesta de la britànica CND (Campaign for Nuclear Disarmament, que en anglès vol dir campanya per al desarmament nuclear). Després fou adoptat a la dècada dels 60 pel moviment anti-guerra, la contracultura i la cultura popular del moment. Després de la dècada dels 60 el símbol ja era internacionalment conegut i el feren servir els que protestaven contra la guerra nascuts del baby boom.